# Tachytrechus albitalus
Tachytrechus albitalus är en tvåvingeart som först beskrevs av Van Duzee 1929. Tachytrechus albitalus ingår i släktet Tachytrechus och familjen styltflugor.
Artens utbredningsområde är Panama. Inga underarter finns listade i Catalogue of Life.